# Nord Orgel
Nord Orgel AB, tidigare Modul Orgel AB, Septima Orgel AB, Lindh Orgel AB, var ett företag i Umeå som under perioden 1969 till 1990-talet tillverkade och renoverade orglar.

## Historia
Företaget grundades 1969 av Gunnar Danielsson. 1978 byggdes företagets första kyrkorgel i Akalla kyrka. Företaget har även verkat under namnen Modul Orgel AB, Lindh Orgel AB samt Septima Orgel AB. Under företagets verksamma tid byggdes 78 orglar, främst kyrkorglar, men även till andra lokaler såsom Framnäs folkhögskola.
Personer som har varit verksamma inom företaget är Gunnar Danielsson , Alf Lindh och Göran Norberg.

## Orgelbyggen (urval)

### Lindh Orgel AB
- 1978 - Oppebykyrka, Nyköping
- 1979 - Karlslunds begravningskapell, Nora
- 1981 - Hjo kyrka (kororgel)
- 1981 - Gargnäs kyrka
- 1982 - Varv och Styra kyrka
- 1982 - Lerbergets kyrka, Väsby församling
- 1982 - Grisbackakyrkan, Umeå landsförsamling
- 1982 - Lövångers kyrka (kororgel)
- 1982 - Mariakyrkan, Ålidhem (Umeå)
- 1984 - Carlskyrkan, Ålidhem (Umeå)
- 1984 - Hoppets kapell, Piteå stadsförsamling

### Modul Orgel AB
- 1978 - Akalla kyrka (företagets första orgel)
- 1979 - Kaverös kyrka, Högsbo
- 1979 - Dalvikskyrkan (Jönköpings Sofia)
- 1980 - Skogskapellet, Katrineholm
- 1980 - Stensätrakyrkan, Ovansjö
- 1981 - Lundby kapell, Mjölby
- 1982 - Fridhems kyrkogård, Göteborg
- 1982 - Ljusnedals kyrka
- 1983 - Bruksvallarnas fjällkapell, Ljusnedal

### Septima Orgel AB
- 1985 - Mobackenkyrkan
- 1985 - Sörböle kyrka
- 1985 - Sjungande dalens kyrka
- 1985 - Backenkyrkan, Umeå landsförsamling
- 1985 - Bullkyrkan, Stockholms stadsmission
- 1986 - Ursvikens kyrka (kororgel)
- 1986 - Sävenäs kyrka
- 1986 - Infjärdens kyrka, Piteå landsförsamling
- 1987 - Tibro begravningskapell
- 1987 - Rosengården, Stockholms stadsmission, Hägersten
- 1987 - Vilans kapell, Arjeplog
- 1988 - Boge kyrka
- 1989 - Viklau kyrka
- 1989 - Burträsks kyrka (kororgel)
- 1989 - Johannes döparens kapell, Piteå landsförsamling
- 1989 - Lummelunda kyrka
- 1990 - Österheds kapell, Hamrånge församling
- 1990 - Ulrika Eleonora kyrka, Söderhamn
- 1990 - Vågbrokyrkan, Norrala
- 1990 - Mariakapellet, Åsele
- 1990 - Ljusets kapell, Dorotea
- 1991 - Nathanaelskyrkan
- 1991 - Mora kyrka (kororgel)